# Chaani (Zanzibar)
Chaani è una cittadina della Tanzania, situata nella nell'entroterra della parte settentrionale dell'isola di Unguja, la principale isola di Zanzibar. Amministrativamente appartiene alla Regione di Zanzibar Nord.